# Ronde van Frankrijk 2013

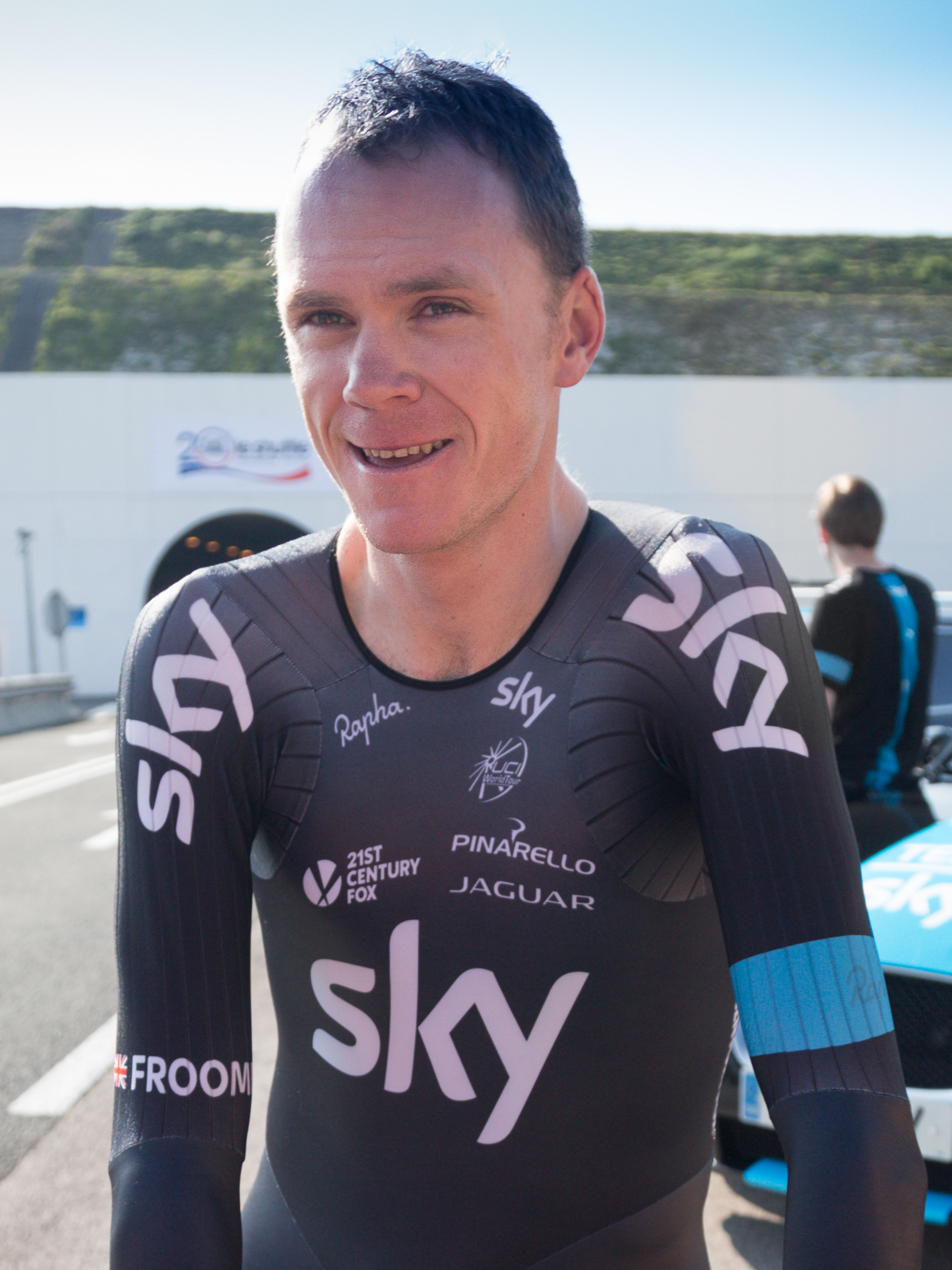
Winnaar Chris Froome

De 100ste editie van de Ronde van Frankrijk ging van start op zaterdag 29 juni 2013 in Porto-Vecchio, op het Franse eiland Corsica. De ronde eindigde op zondag 21 juli traditioneel in de Franse hoofdstad Parijs op de Avenue des Champs-Élysées. De titelverdediger was de Brit Bradley Wiggins. Hij verdedigde zijn titel echter niet omdat hij een blessure had en daardoor niet van start kon gaan.
Het eiland Corsica was de enige regio van Frankrijk in Europa, die in de afgelopen 100 edities van de Tour nog nooit door de wielerwedstrijd was aangedaan. Porto-Vecchio is wel bekend van het Internationaal Wegcriterium: een jaarlijkse tweedaagse wielerwedstrijd die in het voorjaar wordt georganiseerd.
In het algemeen klassement was de Brit Chris Froome oppermachtig. Al in de achtste etappe pakte Froome de gele trui door te winnen op de klim naar Ax-3 Domaines. Hij stond de leiding in het algemeen klassement niet meer af en wist ook nog de vijftiende etappe naar de top van de Mont Ventoux en de individuele tijdrit van de zeventiende etappe te winnen. Achter Froome volgde de Colombiaan Nairo Quintana op de tweede plaats en de Spanjaard Joaquim Rodríguez op de derde plaats. Met een zesde plaats werd Bauke Mollema de beste Nederlander en Maxime Monfort werd de beste Belg op de veertiende plaats.
Bij de nevenklassementen deed de Colombiaan Nairo Quintana goede zaken. Hij won zowel het bergklassement als het jongerenklassement. Het puntenklassement ging naar de Slowaak Peter Sagan die al sinds de tweede etappe de groene trui veroverde. De Deense Saxo-Tinkoff ploeg wist het ploegenklassement te winnen. De Fransman Christophe Riblon werd uitgeroepen tot de meest strijdlustige renner van de honderdste tour. Hij was tevens de enige Fransman die, met zijn overwinning in de achttiende etappe naar Alpe d'Huez, een etappe wist te winnen.

## Deelnemers

### Ploegen
Alle negentien UCI World Tour ploegen hadden het recht en de plicht om deel te nemen aan de Ronde van Frankrijk 2013. Na het nieuws dat er dit jaar negentien ploegen deel zouden uitmaken van de World Tour besloot de ASO om maar drie wildcards uit te delen. Daardoor kwam het totaal aantal deelnemende ploegen alsnog uit op tweeëntwintig. Op 27 april werd bekendgemaakt dat de drie wildcards naar de Franse ploegen Cofidis, Europcar en Sojasun gingen. Hierdoor liepen onder andere IAM Cycling, Team NetApp-Endura en Bretagne-Séché Environnement de Ronde van Frankrijk mis.
| 19 UCI World Tour-ploegen | 19 UCI World Tour-ploegen | 19 UCI World Tour-ploegen | 3 wildcards |
| ------------------------- | ------------------------- | ------------------------- | ----------- |
| AG2R-La Mondiale          | FDJ.fr                    | Omega Pharma-Quick Step   | Cofidis     |
| Argos-Shimano             | Team Garmin-Sharp         | Orica-GreenEdge           | Europcar    |
| Astana Pro Team           | Lampre-Merida             | RadioShack-Leopard        | Sojasun     |
| Belkin Pro Cycling        | Lotto-Belisol             | Saxo-Tinkoff              |             |
| BMC Racing Team           | Katjoesja Team            | Sky ProCycling            |             |
| Cannondale Pro Cycling    | Team Movistar             | Vacansoleil-DCM           |             |
| Euskaltel-Euskadi         |                           |                           |             |

### Favorieten
Vooraf werd verwacht dat de Ronde een tweestrijd zou worden tussen Chris Froome, in 2012 al tweede als 'knecht' van winnaar Bradley Wiggins, en Alberto Contador (winnaar in 2007 en 2009 en van de Ronde van Spanje 2012, wegens dopinggebruik geschrapt als winnaar van de Ronde van Frankrijk 2010), waarbij eerstgenoemde als de favoriet gold. Andere rijders lagen in de verwachtingen ver achter op dit duo, maar hiervan werden nog het meest genoemd: Joaquim Rodriguez (in 2012 podiumplaatsen in Ronde van Italië en Ronde van Spanje), Froomes beoogde meesterknecht Richie Porte (winnaar van Parijs-Nice), Nairo Quintana (winnaar van de Ronde van het Baskenland), Cadel Evans (winnaar in 2011), diens ploeggenoot Tejay van Garderen (in 2012 vijfde in het eindklassement en winnaar van het jongerenklassement), de ervaren Spanjaard Alejandro Valverde en de Belg Jurgen Van den Broeck, die al twee keer vierde (2010 en 2012) werd.
De verwachte strijd tussen Froome en Contador bleef echter uit omdat Contador niet bij machte bleek om Froome aan te kunnen vallen. In plaats daarvan was het de Nederlander Bauke Mollema die lange tijd de kleinste achterstand op Froome had. Mollema verloor echter veel tijd in de zeventiende en achttiende etappe. Met het wegvallen van Mollema bleven er nog vier man over die streden om de overige podiumplaatsen. Dit waren Quintana, Contador, Rodriguez en Kreuziger. Uiteindelijk waren Quintana en Rodriguez de betere van het viertal en werden ze respectievelijk tweede en derde.

### Nederland & België
Er verschenen zeventien Nederlanders en twaalf Belgen aan de start van de honderdste ronde van Frankrijk. Samen wisten de Nederlandse en Belgische ploegen negen etappes te winnen. Met name in de tweede week waren de ploegen dominant. Toen wisten ze vijf van de zes gereden etappes te winnen. Alleen de bergrit naar Mont Ventoux werd niet door een Belgische of Nederlandse ploeg gewonnen.
Van de zeventien Nederlandse deelnemers haalden veertien de eindstreep in Parijs. Danny van Poppel was de eerste Nederlandse uitvaller in de zestiende etappe. Daarna volgde in de negentiende etappe Tom Veelers, nadat hij lange tijd als allerlaatste in het algemeen klassement rond had gereden. In de laatste etappe al op de Champs-Élysées moest ook Lieuwe Westra opgeven omdat hij te veel last had van een infectie. Tien van de twaalf gestarte Belgen wisten de Tour uit te rijden. Jurgen van den Broeck, vooraf een van de outsiders voor de winst, ging niet meer van start in de zesde etappe. In de negentiende etappe gaf Kris Boeckmans op.
De Nederlander Danny van Poppel was de jongste renner die startte in de Ronde van Frankrijk sinds de Tweede Wereldoorlog. De jongste van Poppel was negentien jaar bij de start van de ronde. Naast Danny gingen ook de oudere broer Boy van Poppel en vader Jean-Paul van Poppel mee naar de ronde van Frankrijk voor de Vacansoleil-DCM-ploeg. De Nederlandse Argos-Shimano ploeg boekte vier overwinningen met hun Duitse sprinter Marcel Kittel. Kittel won de eerste, tiende, twaalfde en eenentwintigste etappe. Hij reed tevens een etappe in de gele trui nadat hij de eerste etappe wist te winnen.
De Belg Jan Bakelants wist in de tweede etappe een seconde voorsprong te krijgen op het peloton. Hij won de etappe en kreeg ook het geel om de schouders. Dit moest hij pas weer afstaan na de tijdrit in Nice. De Belgische ploegen Omega Pharma-Quickstep en Lotto-Belisol behaalden veel succes met onder andere hun sprinters. Zo wist de Brit Mark Cavendish voor Omega Pharma-Quickstep de vijfde en dertiende etappe te winnen. De Duitser Tony Martin wist de individuele tijdrit in de elfde etappe te winnen en de Italiaan Matteo Trentin was de snelste van een kopgroep in de veertiende etappe naar Lyon. Voor Lotto-Belisol wist de Duitser de zesde etappe te winnen.

## Verloop

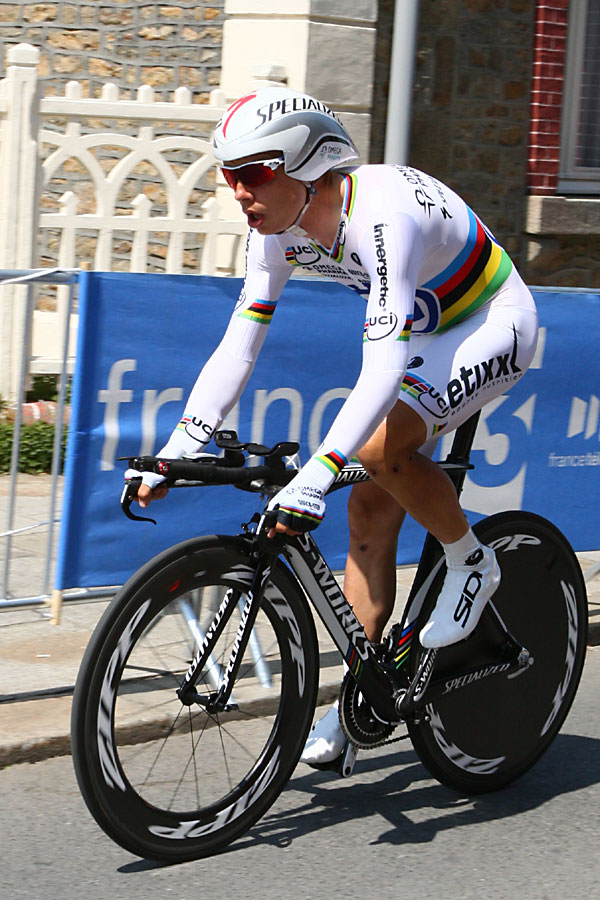
De Duitse winnaar van de elfde etappe, Tony Martin.

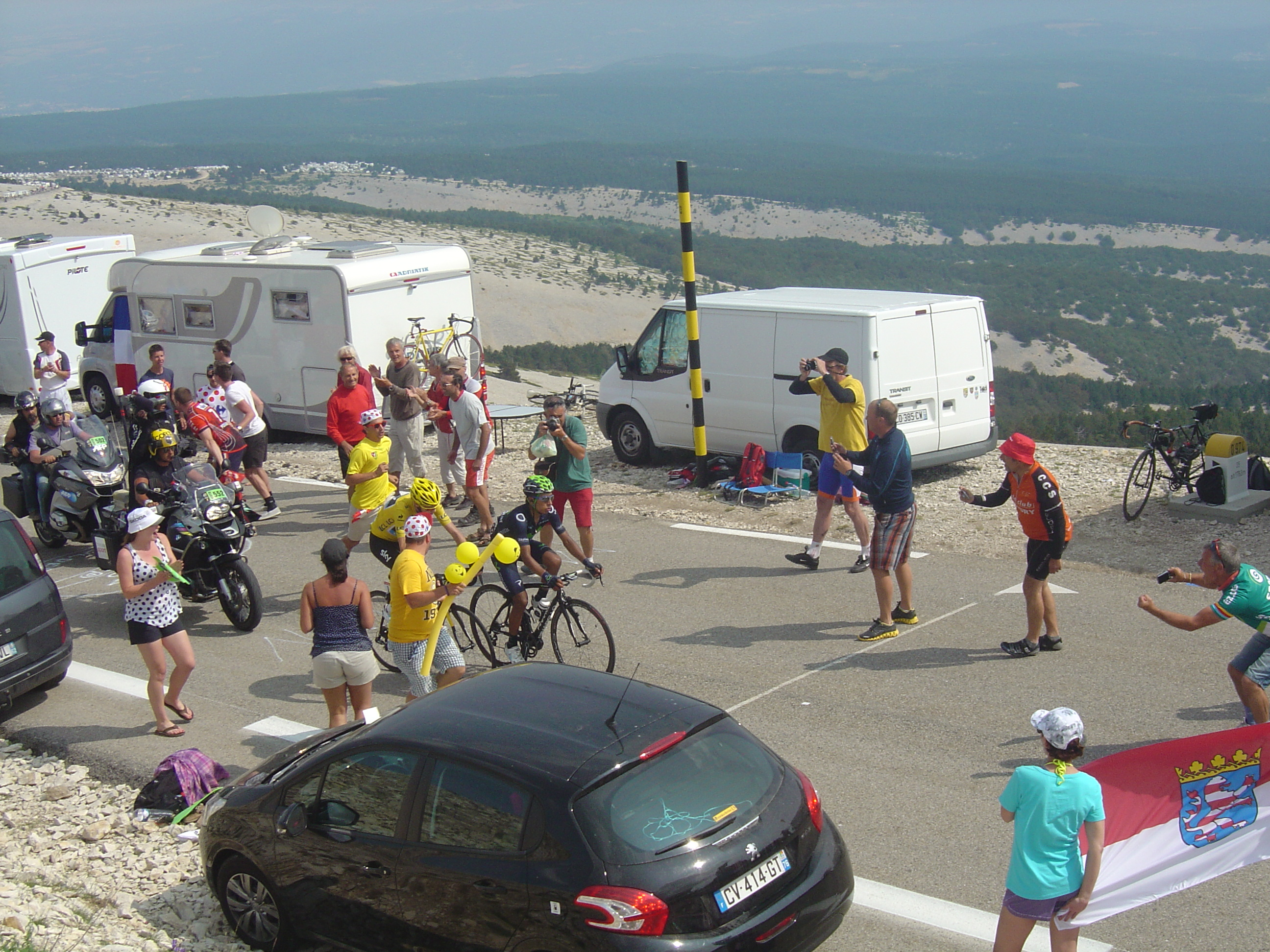
De Colombiaan Nairo Quintana (blauw) en Brit Chris Froome (geel) samen in de aanval op de Mont Ventoux.

De Ronde van Frankrijk startte op Corsica met een vlakke etappe naar Bastia. Door een valpartij in de kopgroep konden onder meer Mark Cavendish, André Greipel en Peter Sagan hun kansen niet verdedigen. De Duitser Marcel Kittel won de rit en mocht de eerste gele trui aantrekken. In de volgende heuvelrit naar Ajaccio verloor hij echter zijn gele trui aan de Belg Jan Bakelants, die een seconde overhield aan de streep. Bakelants wist zijn trui ook te behouden in de heuvelrit naar Calvi, waar Simon Gerrans Peter Sagan versloeg in een millimetersprint. In de vierde rit stond een ploegentijdrit op het programma. Deze werd gewonnen door Orica-Greenedge, waardoor de ritwinnaar van een dag eerder, Simon Gerrans, de gele trui overnam. De volgende twee etappes, naar Marseille en Montpellier eindigde in een massasprint. Mark Cavendish en André Greipel wonnen respectievelijke de ritten. In Montpellier stond Gerrans de gele trui af aan zijn ploegmaat Daryl Impey omdat er een breuk van vijf seconden in het peloton was. In de rit naar Albi pakte Peter Sagan alles: tussensprint en eindwinst. Hij vergrootte zo zijn voorsprong in de strijd om de groene trui naar 94 punten op de nummer twee.
In de eerste bergrit, naar het skistation Ax-3 Domaines pakte Team Sky uit met een machtsgreep. Kopman Chris Froome won en nam de gele trui over van Impey. Richie Porte, de ploegmaat van Froome, werd 2de. De Nederlanders deden het goed in deze rit met een vierde plaats voor Bauke Mollema en een vijfde plaats voor Laurens ten Dam. Favorieten Cadel Evans, Pierre Rolland, Thibaut Pinot en Andy Schleck verloren veel tijd. Tejay van Garderen verloor zelfs meer dan 12 minuten. Alejandro Valverde en Alberto Contador wisten de schade beperken tot maximaal twee minuten tijdsverlies. In de tweede Pyreneeënrit komt Chris Froome al snel in een benauwende situatie terecht wanneer zijn ploeggenoten al vroeg moesten lossen. Toch wist Froome de leiding in het algemeen klassement te verdedigen. Richie Porte verloor meer dan tien minuten en zakte weg in het algemeen klassement.
Na de rustdag was het woord weer aan de sprinters. De Duitser Marcel Kittel won zijn tweede rit nadat de Britse sprinter Mark Cavendish even daarvoor Kittel zijn ploegmaat ten val bracht. De tweede tijdrit die het peloton bracht naar Mont-Saint-Michel werd een prooi voor de Duitse specialist Tony Martin. Achter Martin wist Froome opnieuw tijdwinst te boeken op zijn directe concurrenten. Na de tijdrit was het woord opnieuw aan de sprintersploegen. Opnieuw wist Kittel de rit te winnen door in de laatste meters Cavendish te passeren. Hij pakte zijn derde overwinning in de honderdste Tour. Ook een etappe later werd er gesprint om de dagzege. Dit gebeurde echter met een kleine groep met klassementsrenners en de sprinters Mark Cavendish en Peter Sagan. De groep ontstond toen de Team Saxo-Tinkoff ploeg een gat wist te creëren met het peloton. De etappe werd gewonnen door Cavendish en de Spanjaard Alberto Contador pakte samen met de Nederlanders Bauke Mollema en Laurens Ten Dam weer een minuut terug op geletruidrager Froome.
Vervolgens was het woord aan de kopgroep. Een kopgroep van achttien renners kreeg de dagzege van het peloton. Uiteindelijk was de Italiaan Matteo Trentin de snelste in de eindsprint van de kopgroep. In de laatste rit voor de tweede rustdag moesten de renners de Mont Ventoux op. De kopgroep van de dag werd op de Ventoux snel ingelopen en vervolgens was het de Spanjaard Mikel Nieve die als eerst ten aanval trok. Hij kreeg later gezelschap van de Colombiaan Nairo Quintana en Froome. Froome reed in de laatste kilometer weg van Quintana en pakte naast zijn tweede dagzege ook minuten voor het algemeen klassement.
In de rit naar Gap bestookten de favorieten elkaar op de Col de Manse. Ten Dam moest hier een minuut prijsgeven op de andere favorieten. In de klimtijdrit van Embrun naar Chorges won Froome opnieuw, waardoor hij zijn voorsprong vergroot. Mollema verloor kostbare tijd en zakt naar de vierde plaats. Na de klimtijdrit volgde de koninginnenrit waarin de renners tweemaal de Alpe d'Huez moesten bedwingen. De Fransman Christophe Riblon redde de Franse eer door de eerste Franse dagzege in de honderdste Ronde van Frankrijk te pakken. Achter Riblon barstte echter de strijd in het algemeen klassement los. De Nederlanders Mollema en Ten Dam verloren opnieuw tijd en zakten verder weg. Froome opende de aanval opnieuw op de flanken van de Alpe d'Huez. Hij kreeg de Spanjaard Joaquim Rodríguez en Quintana met zich mee. Later sloot ook Froome's ploegmaat Richie Porte aan. De Spanjaarden Alejandro Valverde en Alberto Contador moesten echter passen. Na een hongerklop van Froome was het Quintana die de meeste minuten wist te pakken en steeg naar de derde plaats in het algemeen klassement.
Ook de tweede Alpen-rit werd een prooi voor de kopgroep. De kopgroep kreeg maximaal veertien minuten voorsprong maar viel op de tweede klim, de Col de la Madeleine, uit elkaar. Het was de Fransman Pierre Rolland die als eerste ten aanval trok. Hij werd echter nog gepasseerd door de Portugees Rui Costa, die net als in Gap solo naar de finish reed. Voor het klassement werd nog wel aangevallen, maar werden weinig verschillen gemaakt. In de derde, en laatste, bergetappe werd de kopgroep, in tegenstelling tot de eerste twee alpenritten, weinig ruimte gegeven en waren het de klassementsrenners die op de afsluitende beklimming van Le Semnoz gingen strijden om de winst. Hierbij was de Colombiaan Nairo Quintana de sterkste. In de laatste kilometer reed hij nog weg bij de Britse geletruidrager Chris Froome en de Spanjaard Joaquim Rodríguez. In de laatste etappe van de honderdste tour werd pas gereden vanaf het moment dat het peloton de Avenue des Champs-Élysées op reden. De verschillende vluchters kregen echter constant maar een maximale voorsprong van vijfentwintig seconden en in de laatste ronde maakte het peloton zich klaar voor een eindsprint. De sprint werd van kop af aan gewonnen door de Duitser Marcel Kittel, die zijn vierde overwinning in de honderdste tour pakte.

## Etappe-overzicht
| Datum   | Etappe  | Start-Finish                         | Afstand in km | Type                | Winnaar                                                                                     | Ploeg                                                                                       | Klassementsleider |         |
| ------- | ------- | ------------------------------------ | ------------- | ------------------- | ------------------------------------------------------------------------------------------- | ------------------------------------------------------------------------------------------- | ----------------- | ------- |
| 29 juni | 1       | Porto-Vecchio - Bastia               | 213           | Vlakke rit          | Marcel Kittel                                                                               | Argos-Shimano                                                                               | Marcel Kittel     |         |
| 30 juni | 2       | Bastia - Ajaccio                     | 156           | Heuvelrit           | Jan Bakelants                                                                               | RadioShack-Leopard                                                                          | Jan Bakelants     |         |
| 1 juli  | 3       | Ajaccio - Calvi                      | 145,5         | Heuvelrit           | Simon Gerrans                                                                               | Orica-GreenEdge                                                                             | Jan Bakelants     |         |
| 2 juli  | 4       | Nice - Nice                          | 25            | Ploegentijdrit      | Orica-GreenEdge (Goss, Albasini, Clarke, Gerrans, Impey, Lancaster, Meyer, O'Grady en Tuft) | Orica-GreenEdge (Goss, Albasini, Clarke, Gerrans, Impey, Lancaster, Meyer, O'Grady en Tuft) | Simon Gerrans     |         |
| 3 juli  | 5       | Cagnes-sur-Mer - Marseille           | 228,5         | Vlakke rit          | Mark Cavendish                                                                              | Omega Pharma-Quickstep                                                                      | Simon Gerrans     |         |
| 4 juli  | 6       | Aix-en-Provence - Montpellier        | 176,5         | Vlakke rit          | André Greipel                                                                               | Lotto-Belisol                                                                               | Daryl Impey       |         |
| 5 juli  | 7       | Montpellier - Albi                   | 205,5         | Heuvelrit           | Peter Sagan                                                                                 | Cannondale Pro Cycling                                                                      | Daryl Impey       |         |
| 6 juli  | 8       | Castres - Ax-3 Domaines              | 195,5         | Bergrit             | Chris Froome                                                                                | Sky ProCycling                                                                              | Chris Froome      |         |
| 7 juli  | 9       | Saint-Girons - Bagnères-de-Bigorre   | 168,5         | Bergrit             | Daniel Martin                                                                               | Team Garmin-Sharp                                                                           | Chris Froome      |         |
| 8 juli  | Rustdag | Rustdag                              | Rustdag       | Rustdag             | Rustdag                                                                                     | Rustdag                                                                                     | Rustdag           | Rustdag |
| 9 juli  | 10      | Saint-Gildas-des-Bois - Saint-Malo   | 197           | Vlakke rit          | Marcel Kittel                                                                               | Argos-Shimano                                                                               | Chris Froome      |         |
| 10 juli | 11      | Avranches - Mont Saint-Michel        | 33            | Individuele tijdrit | Tony Martin                                                                                 | Omega Pharma-Quickstep                                                                      | Chris Froome      |         |
| 11 juli | 12      | Fougères - Tours                     | 218           | Vlakke rit          | Marcel Kittel                                                                               | Argos-Shimano                                                                               | Chris Froome      |         |
| 12 juli | 13      | Tours - Saint-Amand-Montrond         | 173           | Vlakke rit          | Mark Cavendish                                                                              | Omega Pharma-Quickstep                                                                      | Chris Froome      |         |
| 13 juli | 14      | Saint-Pourçain-sur-Sioule - Lyon     | 191           | Heuvelrit           | Matteo Trentin                                                                              | Omega Pharma-Quickstep                                                                      | Chris Froome      |         |
| 14 juli | 15      | Givors - Mont Ventoux                | 242,5         | Bergrit             | Chris Froome                                                                                | Sky ProCycling                                                                              | Chris Froome      |         |
| 15 juli | Rustdag | Rustdag                              | Rustdag       | Rustdag             | Rustdag                                                                                     | Rustdag                                                                                     | Rustdag           | Rustdag |
| 16 juli | 16      | Vaison-la-Romaine - Gap              | 168           | Heuvelrit           | Rui Costa                                                                                   | Team Movistar                                                                               | Chris Froome      |         |
| 17 juli | 17      | Embrun - Chorges                     | 32            | Individuele tijdrit | Chris Froome                                                                                | Sky ProCycling                                                                              | Chris Froome      |         |
| 18 juli | 18      | Gap - Alpe d'Huez                    | 172,5         | Bergrit             | Christophe Riblon                                                                           | AG2R-La Mondiale                                                                            | Chris Froome      |         |
| 19 juli | 19      | Le Bourg-d'Oisans - Le Grand-Bornand | 204,5         | Bergrit             | Rui Costa                                                                                   | Team Movistar                                                                               | Chris Froome      |         |
| 20 juli | 20      | Annecy - Le Semnoz                   | 125           | Bergrit             | Nairo Quintana                                                                              | Team Movistar                                                                               | Chris Froome      |         |
| 21 juli | 21      | Versailles - Parijs                  | 133,5         | Vlakke rit          | Marcel Kittel                                                                               | Argos-Shimano                                                                               | Chris Froome      |         |

## Klassementsleiders na elke etappe
| Etappe 0       | Algemeen klassement | Puntenklassement | Bergklassement   | Jongerenklassement | Ploegenklassement  | Strijdlust          |
| -------------- | ------------------- | ---------------- | ---------------- | ------------------ | ------------------ | ------------------- |
| 1              | Marcel Kittel       | Marcel Kittel 1  | Juan José Lobato | Marcel Kittel 2    | Vacansoleil-DCM    | Jérôme Cousin       |
| 2              | Jan Bakelants       | Marcel Kittel 1  | Pierre Rolland   | Michał Kwiatkowski | RadioShack-Leopard | Blel Kadri          |
| 3              | Jan Bakelants       | Peter Sagan      | Pierre Rolland   | Michał Kwiatkowski | RadioShack-Leopard | Simon Clarke        |
| 4              | Simon Gerrans       | Peter Sagan      | Pierre Rolland   | Michał Kwiatkowski | Orica-GreenEdge    | niet uitgereikt     |
| 5              | Simon Gerrans       | Peter Sagan      | Pierre Rolland   | Michał Kwiatkowski | Orica-GreenEdge    | Thomas De Gendt     |
| 6              | Daryl Impey         | Peter Sagan      | Pierre Rolland   | Michał Kwiatkowski | Orica-GreenEdge    | André Greipel       |
| 7              | Daryl Impey         | Peter Sagan      | Blel Kadri       | Michał Kwiatkowski | Orica-GreenEdge    | Jan Bakelants       |
| 8              | Chris Froome        | Peter Sagan      | Chris Froome 3   | Nairo Quintana     | Team Movistar      | Nairo Quintana      |
| 9              | Chris Froome        | Peter Sagan      | Pierre Rolland   | Nairo Quintana     | Team Movistar      | Romain Bardet       |
| 10             | Chris Froome        | Peter Sagan      | Pierre Rolland   | Nairo Quintana     | Team Movistar      | Jérôme Cousin       |
| 11             | Chris Froome        | Peter Sagan      | Pierre Rolland   | Michał Kwiatkowski | Team Movistar      | niet uitgereikt     |
| 12             | Chris Froome        | Peter Sagan      | Pierre Rolland   | Michał Kwiatkowski | Team Movistar      | Juan Antonio Flecha |
| 13             | Chris Froome        | Peter Sagan      | Pierre Rolland   | Michał Kwiatkowski | Team Saxo-Tinkoff  | Mark Cavendish      |
| 14             | Chris Froome        | Peter Sagan      | Pierre Rolland   | Michał Kwiatkowski | Team Saxo-Tinkoff  | Julien Simon        |
| 15             | Chris Froome        | Peter Sagan      | Chris Froome 4   | Nairo Quintana 5   | Team Saxo-Tinkoff  | Sylvain Chavanel    |
| 16             | Chris Froome        | Peter Sagan      | Chris Froome 4   | Nairo Quintana 5   | RadioShack-Leopard | Rui Costa           |
| 17             | Chris Froome        | Peter Sagan      | Chris Froome 4   | Nairo Quintana 5   | Team Saxo-Tinkoff  | niet uitgereikt     |
| 18             | Chris Froome        | Peter Sagan      | Chris Froome 4   | Nairo Quintana 5   | Team Saxo-Tinkoff  | Christophe Riblon   |
| 19             | Chris Froome        | Peter Sagan      | Chris Froome 4   | Nairo Quintana 5   | Team Saxo-Tinkoff  | Pierre Rolland      |
| 20             | Chris Froome        | Peter Sagan      | Nairo Quintana   | Nairo Quintana 5   | Team Saxo-Tinkoff  | Jens Voigt          |
| 21             | Chris Froome        | Peter Sagan      | Nairo Quintana   | Nairo Quintana 5   | Team Saxo-Tinkoff  | niet uitgereikt     |
| Eindklassement | Chris Froome        | Peter Sagan      | Nairo Quintana   | Nairo Quintana     | Team Saxo-Tinkoff  | Christophe Riblon   |

- 1 De groene trui werd in de tweede etappe gedragen door Alexander Kristoff.
- 2 De witte trui werd in de tweede etappe gedragen door Danny van Poppel.
- 3 De bolletjestrui werd in de negende etappe gedragen door Pierre Rolland.
- 4 De bolletjestrui werd in de zestiende tot en met de achttiende etappe gedragen door Mikel Nieve.
- 4 De bolletjestrui werd in de negentiende etappe gedragen door Christophe Riblon.
- 4 De bolletjestrui werd in de twintigste etappe gedragen doorPierre Rolland.
- 5 De witte trui werd in de eenentwintigste etappe gedragen door Andrew Talansky.

## Eindstanden

### Algemeen klassement
| Plaats    | Naam               | Ploeg              | Tijd      |
| --------- | ------------------ | ------------------ | --------- |
| Gele trui | Chris Froome       | Sky ProCycling     | 83u56'40" |
| 2         | Nairo Quintana     | Team Movistar      | + 4'20"   |
| 3         | Joaquim Rodríguez  | Katjoesja          | + 5'04"   |
| 4         | Alberto Contador   | Team Saxo-Tinkoff  | + 6'27"   |
| 5         | Roman Kreuziger    | Team Saxo-Tinkoff  | + 7'27"   |
| 6         | Bauke Mollema      | Belkin Pro Cycling | + 11'42"  |
| 7         | Jakob Fuglsang     | Astana Pro Team    | + 12'17"  |
| 8         | Alejandro Valverde | Team Movistar      | + 15'26"  |
| 9         | Daniel Navarro     | Cofidis            | + 15'52"  |
| 10        | Andrew Talansky    | Team Garmin-Sharp  | + 17'39"  |
|           |                    |                    |           |
| 14        | Maxime Monfort     | RadioShack-Leopard | + 23'38"  |

### Nevenklassementen
| Puntenklassement |                |                         |        |
| Plaats           | Naam           | Ploeg                   | Punten |
| Groene trui      | Peter Sagan    | Cannondale              | 409    |
| 2                | Mark Cavendish | Omega Pharma-Quick Step | 312    |
| 3                | André Greipel  | Lotto-Belisol           | 267    |
|                  |                |                         |        |
| 13               | Jan Bakelants  | RadioShack-Leopard      | 84     |
| 21               | Bauke Mollema  | Belkin Pro Cycling      | 69     |

| Bergklassement |                |                    |        |
| Plaats         | Naam           | Ploeg              | Punten |
| Bolletjestrui  | Nairo Quintana | Team Movistar      | 147    |
| 2              | Chris Froome   | Sky ProCycling     | 136    |
| 3              | Pierre Rolland | Team Europcar      | 117    |
|                |                |                    |        |
| 14             | Jan Bakelants  | RadioShack-Leopard | 33     |
| 22             | Bauke Mollema  | Belkin Pro Cycling | 20     |

| Jongerenklassement |                    |                         |           |
| Plaats             | Naam               | Ploeg                   | Tijd      |
| Witte trui         | Nairo Quintana     | Team Movistar           | 84u01'00" |
| 2                  | Andrew Talansky    | Team Garmin-Sharp       | + 13'19"  |
| 3                  | Michał Kwiatkowski | Omega Pharma-Quick Step | + 14'39"  |
|                    |                    |                         |           |
| 5                  | Tom Dumoulin       | Argos-Shimano           | +1u30'10" |
| 22                 | Sep Vanmarcke      | Belkin Pro Cycling      | +3u30'13" |

| Ploegenklassement |                         |            |
| Plaats            | Ploeg                   | Tijd       |
|                   | Team Saxo-Tinkoff       | 251u11'07" |
| 2                 | AG2R-La Mondiale        | + 8'28"    |
| 3                 | RadioShack-Leopard      | + 9'02"    |
|                   |                         |            |
| 5                 | Belkin Pro Cycling      | + 38'30"   |
| 8                 | Omega Pharma-Quick Step | + 1u50'25" |